# ヘルナンド郡 (フロリダ州)
ヘルナンド郡（英: Hernando County）は、アメリカ合衆国フロリダ州のフロリダ半島メキシコ湾岸に位置する郡である。人口は19万4515人（2020年）。郡庁所在地はブルックスビルであり、同郡で人口最大の町は非法人の国勢調査指定地域であるスプリングヒルである。
ヘルナンド郡は南にあるパスコ郡、ヒルズボロ郡、ピネラス郡と共に、タンパ・セントピーターズバーグ・クリアウォーター大都市圏を構成しており、またさらに南のマナティ郡とサラソータ郡、北のシトラス郡、南東のポーク郡と共にタンパ湾地域と呼ばれることも多い。

## 歴史

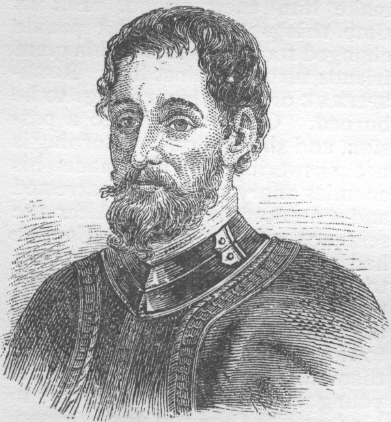
エルナンド・デ・ソト、スペイン人探検家

1840年頃、現在のヘルナンド郡内、ブルックスビルの北東端に、インディアンから地域の開拓者を守るためにデソト砦が建設された。デソト砦は小さな町の中心、交易拠点、およびタンパに至る道の中継点となった。1845年頃に砦傍への入植がはじまったときは、ピアースビルとも呼ばれていた。
ヘルナンド郡は当時西中部フロリダの広大な領域に広がっており、公式にはフロリダが州に昇格する2年前の1843年2月27日に設立された。アラチュア郡、ヒルズボロ郡、オレンジ郡の一部を合わせて作られており、現在のシトラス郡やパスコ郡の領域を含んでいた。郡名はスペイン人探検家エルナンド・デ・ソトに因んでおり、州内のデソト郡も同様である。ヘルナンド郡は1844年に短期間ベントン郡と改名されていた。この名前は郡の創設に協力した領土拡大の強い支持者で、ミズーリ州選出のアメリカ合衆国上院議員トマス・ベントンに因んでいた。しかし、ベントンが後にミズーリ妥協を支持し、奴隷制度に対する態度を全面的に変えたために、住民の支持を失い、1850年に郡名が元のヘルナンドに戻された。
1854年12月、州議会が小さな港町であるベイポートを郡庁所在地に指定した。郡東部の住人は郡の中央部に近い場所に郡政府を置くことを望み、1855年までに有権者は郡中心から5マイル (8 km) 以内の内陸の地メレンデスの町を選定した。1856年、郡民はその新しい郡庁所在地の名前をブルックスビルと改名した。これはその年に奴隷制度廃止運動家のマサチューセッツ州選出アメリカ合衆国上院議員チャールズ・サムナーを上院議場で杖で殴ったサウスカロライナ州選出アメリカ合衆国下院議員プレストン・ブルックスに因む命名だった。プレストンは南部で大きな名声を博していた。
1855年、町の設立者ジョセフ・兵るが現在のブルックスビル中心に郡庁舎を建てるための土地を寄付した。それから間もなく、郡庁舎が完成したが、1877年9月29日の火事で焼失した。
南北戦争のとき、ヘルナンド郡はアメリカ連合国に対し、主に食料、綿花、木材で貢献した。北軍の艦船がベイポートの港を封鎖したが、封鎖破りが大きな成功を収めたので、1864年6月、北軍は郡内にある南軍の補給所を破壊するために150ないし250名の部隊を派遣した。7月初め、この遠征隊はアンクロート川から北のブルックスビルに進軍しており、町を守るために急ごしらえで集めた南軍兵の抵抗にあった。北軍はこの会戦に勝利した（地元ではブルックスビル襲撃と呼ばれている）。その後ベイポートに進軍し、この部隊と砲艦から上陸した補助部隊が、南軍の拠点を襲撃した。このときの小競り合いの様子は、毎年郡内で再現されている。
1887年1月2日、フロリダ州議会がヘルナンド郡を3つの郡に分割した。すなわち南のパスコ郡、北のシトラス郡、および真ん中のヘルナンド郡となった。この時からヘルナンド郡の境界は修正されていない。

## 地理
アメリカ合衆国国勢調査局に拠れば、郡域全面積は589.08平方マイル (1,525.7 km2)であり、このうち陸地478.31平方マイル (1,238.8 km2)、水域は110.77平方マイル (286.9 km2)で水域率は18.80%である。ワールド・アトラスUSAに拠れば、ヘルナンド郡はフロリダ州の地理的重心にある。郡域の標高はメキシコ湾の海面から、自然の最高点、標高269フィート (82 m) のチンセガットヒルまで変化している。

### 交通

#### 空港
- ヘルナンド郡空港がスプリングヒル南東にあり、マサリークタウン北部やガーデングローブの用に供している。

#### 大量輸送手段
ヘルナンド・ザ・バスがブルックスビル市とスプリングヒル市のバス便を運航している。

#### 鉄道
CSXトランスポーテーションが郡内で2本の路線を運行している。以前、アムトラックの旅客列車がリッジメイナーの国道301号線の東、アトランティック・コースト・ライン鉄道の旧線に沿って運行していたが、郡内に停車駅は無く、また2004年には運行も中断された。もう1つはブルックスビル支線であり、国道41号線に近く、以前はシーボード・エア・ライン鉄道が所有していた線である。
過去には他にも鉄道があった。その中でも著名だったのは、アトランティック・コースト・ライン鉄道の支線で、リッジメイなーの南東からイスタチャッタを通るものであり、現在はウィズラクーチ州立トレイルの一部になっている。またこの線の枝線で、クルームから西のブルックスビルに向かうものがあり、現在はグッドニーバー・トレイルと呼ばれる新しい廃線跡道に置き換えられている。グッドニーバー・トレイルがブルックスビルでは唯一残っている道であり、究極はウィズラクーチ州立トレイルまで延伸することになっている。

#### 主要高規格道路
- 州間高速道路75号線、郡東部を南北に走る、インターチェンジは1か所
- アメリカ国道19号線（コマーシャルウェイ）、郡西端をメキシコ湾に平行に走る主要道、西海岸の各都市を繋ぐ
- アメリカ国道41号線（ブロードストリート）、国道19号線に並行し、郡中央を通る
- アメリカ国道98号線（ポンス・デ・レオン・ブールバード）、郡の北西から南東に対角線を走る
- アメリカ国道301号線（トレイマン・ブールバード）、郡東端を南北に走る
- サンコースト・パークウェイ（州道589号線）、有料道路
- フロリダ州道50号線（コルテス・ブールバード）
- フロリダ州道50号線代替路（ジェファーソンストリート）、ブルックスビル中心街を通る支線
- スプリングヒル・ドライブ（郡道574号線）
- カウンティライン道路（郡道578号線）

### 隣接する郡
- シトラス郡 - 北
- サムター郡 - 東
- パスコ郡 - 南

### 国立保護地域
- チャサホウィツカ国立野生生物保護区（部分）

### 州立保護地域
- ウィーキ・ワチー・スプリングス
- ウィズラクーチ州有林

### その他の見どころ
- クルーム・モーターサイクル公園[7]
- ベイポート公園
- デルタ・ウッズ公園
- 退役兵記念公園
- トム・バーン公園
- アヌッテリガ・ハンモック

## 人口動態
以下は2000年国勢調査による人口統計データである。
| 基礎データ - 人口: 130,802人 - 世帯数: 55,425 世帯 - 家族数: 40,016 家族 - 人口密度: 106人/km2（274人/mi2） - 住居数: 62,727軒 - 住居密度: 51軒/km2（131軒/mi2） 人種別人口構成 - 白人: 92.85% - アフリカン・アメリカン: 4.07% - ネイティブ・アメリカン: 0.30% - アジア人: 0.64% - 太平洋諸島系: 0.02% - その他の人種: 0.98% - 混血: 1.13% - ヒスパニック・ラテン系: 5.04% 言語による構成 - 英語：91.1% - スペイン語：4.5% - ドイツ語：1.1% - イタリア語：1.1% 年齢別人口構成 - 18歳未満: 18.9% - 18-24歳: 5.4% - 25-44歳: 20.4% - 45-64歳: 24.4% - 65歳以上: 30.9% - 年齢の中央値: 50歳 - 性比（女性100人あたり男性の人口） - 総人口: 90.5 - 18歳以上: 87.5 | 世帯と家族（対世帯数） - 18歳未満の子供がいる: 21.8% - 結婚・同居している夫婦: 60.4% - 未婚・離婚・死別女性が世帯主: 8.7% - 非家族世帯: 27.8% - 単身世帯: 23.3% - 65歳以上の老人1人暮らし: 14.7% - 平均構成人数 - 世帯: 2.32人 - 家族: 2.70人 収入と家計 - 収入の中央値 - 世帯: 32,572米ドル - 家族: 37,509米ドル - 性別 - 男性: 30,295米ドル - 女性: 21,661米ドル - 人口1人あたり収入: 18,321米ドル - 貧困線以下 - 対人口: 10.3% - 対家族数: 7.1% - 18歳未満: 15.9% - 65歳以上: 6.2% |

## 都市と町

### 法人化自治体
- ブルックスビル - 郡庁所在地
- ウィーキ・ワチー

### 国勢調査指定地域
| - アリペカ - ベイポート - ブルックリッジ - ガーデングローブエステイツ - ヘルナンドビーチ - ハイポイント - ヒルンデール | - イスタチャッタ - レイクリンゼー - マサリークタウン - ノーブルトン - ノースブルックスビル - ノースウィーキ・ワチー - パインアイランド | - リッジメイナー - サウスブルックスビル - スプリングヒル - スプリングレイク - ティンバーパインズ - ウィーキ・ワチーガーデンズ - ウィスコン |

### 未編入の町
- リッジメイナーウェスト
- ローリングエーカーズ

## 政治
| 年     | 共和党 | 民主党 | その他 |
| ------ | ------ | ------ | ------ |
| 2008年 | 51.0%  | 47.5%  | 1.5%   |
| 2004年 | 52.9%  | 46.2%  | 0.9%   |
| 2000年 | 47.0%  | 50.1%  | 2.9%   |

## 経済
郡内のリッジメイナーには面積160万平方フィート (150,000 m2) と国内最大のウォルマート物流センターがある。空港工業団地は広さが155エーカー (0.63 km2) あり、ヘルナンド郡空港の近くにある。域内には100社以上の航空、製造、物流会社がある。
- ヘルナンド郡事業開発事務所[12]

## 緊急事態対応

### 消防署
- ブルックスビル消防署
- ヘルナンド郡消防隊
- スプリングヒル消防隊

### 警察機関
- ブルックスビル警察署
- ヘルナンド郡保安官事務所

### 病院
- ブルックスビル地域病院
- ヘルスサウス・リハビリテーション病院スプリングヒル
- オークヒル病院
- スプリングヒル地域病院
- スプリングブルック病院

### 政府関連
- Hernando County Board of County Commissioners
- Hernando County Supervisor of Elections
- Hernando County Property Appraiser
- Hernando County Sheriff's Office
- Hernando County Tax Collector
- Hernando County Office of Business Development

### 特殊地区
- Hernando County School Board
- Southwest Florida Water Management District
- Spring Hill Fire Rescue
- Hernando County Professional Firefighters
- Hernando County Fire Rescue

### 司法関連
- Hernando County Clerk of Courts official website
- Public Defender, 5th Judicial Circuit of Florida serving Citrus, Hernando, Lake, Marion, and Sumter counties
- Office of the State Attorney, 5th Judicial Circuit of Florida[リンク切れ]
- Circuit and County Court for the 5th Judicial Circuit of Florida[リンク切れ]

### 観光
- Naturally Hernando - Nature Coast Coalition
- Hernando County Tourism Development
- Hernando County Fair Association
- Hernando County Seat Calendar of Events

### その他
- HernandoLiving.com - Hernando County's #1 Source of Information
- Early History of Hernando County
- Hernando County Historical Advisory Commission
- Hernando County Seat Business Web Site
- Spring Hill Florida Hernando County Community Web Site
- Hernando County Fishing Forum
- Hernando County Office of Business Development

座標: 北緯28度33分 西経82度28分 / 北緯28.55度 西経82.47度